# ستيفن غيلبرت (رسام)
ستيفن غيلبرت (بالإنجليزية: Stephen Gilbert)‏ (و. 1910 – 2007 م) هو رسام، ونحات بريطاني، ولد في اسكتلندا، توفي في مقاطعة سومرست، عن عمر يناهز 97 عاماً.

## التعليم
تعلم في كلية سلايد للفنون الجميلة ‏
.